# 潮浜公園
座標: 北緯35度22分44.21秒 東経139度54分28.81秒 / 北緯35.3789472度 東経139.9080028度
潮浜公園（しおはまこうえん）は、千葉県木更津市潮浜にある公園。

## アクセス
- 鉄道：JR内房線木更津駅下車、徒歩25分
- 車：無料駐車場有

## 主な施設
- 木造船を模した遊具
- テニスコート（8面）
- 入口に『ちばアクアラインマラソン』のスタート地点を示すモニュメントが立つ

## 周辺
- 木更津港
- 中の島公園
- 鳥居崎海浜公園
- 木更津商工会館
- 小湊バス木更津車庫
- 木更津富士屋季眺（閉館）
- 東京ベイプラザホテル（旧・ホテル観月）
- 日東交通本社
- 木更津合同庁舎